# Дуб звёздчатый
Дуб звёздчатый (лат. Quercus stellata) — дерево семейства бу́ковых (Fagaceae). Данный вид входит в секцию белых дубов.

## Распространение и экология
В естественных условиях дерево произрастает на западе США: от штата Массачусетс на северо-востоке до юга Айовы на западе и на юго-западе от центрального Техаса до северных районов Флориды на юго-востоке. Это один из наиболее распространённых видов дубов в восточной части прерий.

## Ботаническое описание
Это небольшое дерево высотой 10—15 метров и толщиной ствола 30—60 см. В редких случаях достигает высоты в 30 метров и 140 см в диаметре.
Листья имеют отличную от других видов форму; листовая пластинка перпендикулярна разделена на три доли, как если бы это был мальтийский крест. Сверху листья кожистые, а снизу покрыты густым пушком. Жёлуди длиной 1,5—2 см.
- Ствол
- Листья
- Жёлуди

## Синонимы
- Quercus alba var. minor Marshall
- Quercus floridana Shuttlew. ex A.DC.
- Quercus fusca Raf.
- Quercus gonoloba Raf.
- Quercus heteroloba Raf.
- Quercus minor (Marshall) Sarg.
- Quercus obtusiloba Michx.
- Quercus stellata var. anomala Sarg.
- Quercus stellata f. cruciformis Trel.
- Quercus stellata var. floridana A.DC.
- Quercus stellata f. houbae Trel.
- Quercus stellata f. laevis Trel.
- Quercus stellata f. mollissima Trel.
- Quercus stellata f. oblonga Trel.
- Quercus stellata var. palmeri Sarg.
- Quercus stellata var. parviloba Sarg.
- Quercus stellata f. quadrata Trel.
- Quercus stellata f. reducta Trel.
- Quercus stellata var. rufescens Sarg.
- Quercus stellata f. sterrettii Trel.
- Quercus stellata f. tonsa Trel.
- Quercus villosa Walter